# Vicent Lluch i Tamarit
Vicent Lluch i Tamarit (València, 17 de novembre de 1913 -Barcelona, 5 d'abril de 1995) va ser un director, productor i guionista de cinema valencià establert a Barcelona.
De família republicana, va lluitar a la guerra civil espanyola i en acabar es va establir a Barcelona. El 1941 va treballar com a secretari de direcció de Gonzalo Delgrás a La doncella de la duquesa, alhora que començava a dirigir documentals. El 1945 va exercir d'ajudant de direcció de Carlos Arévalo Calvet (Su última noche) i el 1948 de Raúl Alfonso (Hoy no pasamos lista). El 1953 va compondre el seu primer guió, El duende de Jerez de Daniel Mangrané. El 1956 va dirigir el seu primer llargmetratge, La espera, sobre els retornats de la Divisió Blava. El fracàs de públic d'aquesta pel·lícula i del documental Concierto en el Prado el va allunyar uns anys de la direcció. El 1962 va fer de coguionista a Trigo limpio d'Ignasi F. Iquino i això li va facilitar treballar com a ajudant de direcció d'Armando Moreno i director adjunt de la Companyia de teatre de Núria Espert i Romero, amb qui va realitzar dues pel·lícules (El certificado i Laia). També va escriure els guions d'El aprendiz de clown (1967) i Hola… señor Dios (1968), de Manuel Esteban.
Dedicat a la producció, tanmateix hagué de tancar la productora per problemes econòmics i això el va apartar del cinema, de manera que es dedicà a escriure i dirigir teatre, alhora que realitzava alguns programes per a TVE.

## Filmografia

### Curtmetratges
- Documento secreto (1942)
- Tu novio y yo (1943)
- Concierto en el Prado (1959)
- Brujerías (1960)

### Llargmetratges
- La espera (1956)
- El certificado (1968)
- Laia (1970)